# Gangwon-do (historisch)
Die Provinz Gangwon bzw. Gangwon-do war eine der Acht Provinzen Koreas während der Joseon-Dynastie. Die Provinz wurde 1395 erschaffen und erhielt ihren Namen von den Namen der größten Städte Gangneung und der Provinzhauptstadt Wonju.
1895 wurde Gangwon-do durch die Bezirke Chuncheon (kor. 춘천부, 春川府, Chuncheon-bu) im Westen und Gangneung (강릉부, 江陵府, Gangneung-bu) ersetzt. (Wonju wurde ein Teil des Chungju-Bezirks.)
1896 wurde Korea wieder in 13 Provinzen geteilt, und die zwei Bezirke wurden vereinigt, um die Provinz Gangwon-do wieder zu formen. Obwohl Wonju wieder der Gangwon-do zugeteilt wurde, verlegte man die Hauptstadt nach Chuncheon.
Mit der Teilung Koreas 1945, der 1948 folgenden Errichtung separater Regierungen in Nord- und Südkorea und der Beendigung des Koreakriegs kam es nochmals zur Teilung Ganwon-dos in zwei getrennte Provinzen: Gangwon-do in Südkorea und Kangwŏn-do in Nordkorea.